# جي. إيمرسون كول
جي. إيمرسون كول (بالإنجليزية: G. Emerson Cole)‏ هو مقدم برامج إذاعية أمريكي، ولد في 5 يناير 1919، وتوفي في 31 مارس 2012.